# Djembe

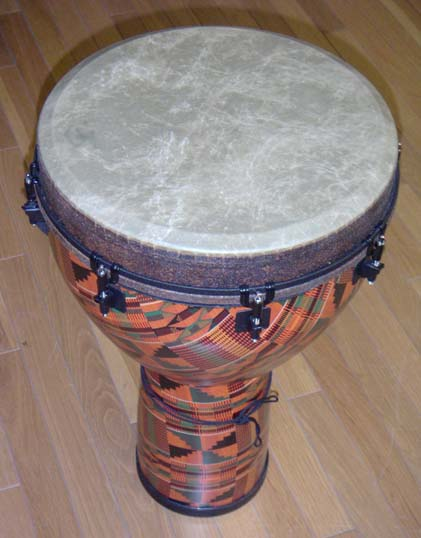
Un djembe di produzione industriale

Il djembe (trascritto anche come djembè, djembé, djambè, djambé, jenbe, jembe, djimbe mbappè e secondo altre varianti) è un tamburo a calice originario dell'Africa occidentale, in particolare della Guinea Conakry, Mali, Burkina Faso, Senegal e Costa d'Avorio e nelle sue diversificazioni in tutta l'Africa e nel resto del mondo. Il djembe è composto da un calice in legno ricoperto da pelle di capra o più raramente di mucca e da un sistema di tiraggio della pelle stessa, formato da corde e da cerchi metallici. Viene suonato a mani piene e ha tre colpi principali, lo slap (suono acuto), il tone (suono medio) ed il bass (suono basso). 

## Denominazione
La scrittura djembe, con il dj iniziale, è riflesso del fatto che furono i francesi a far conoscere lo strumento in Occidente; dj è infatti una traslitterazione in francese della "g" dolce ("giambé"). Nel periodo postcoloniale diverse autorità africane hanno proposto nuove traslitterazioni ufficiali basate su standard internazionali di trascrizione fonetica, ma la scrittura alla francese rimane tuttora predominante.

## Struttura
I Djembe sono tamburi di piccole e grandi dimensioni. Il corpo, cavo, ha una tipica forma a calice; la superficie interna dovrebbe essere liscia e levigata, cosa che contribuisce alla ricchezza del timbro dello strumento. La membrana, tradizionalmente, è in pelle di capra; più raramente in pelle di mucca.
La pelle viene tesa attraverso due procedure distinte di tiraggio chiamate tiraggio verticale e tiraggio orizzontale.

Il tiraggio verticale si effettua subito dopo il montaggio della pelle e consiste nel far raggiungere una buona tensione alle corde.

Il tiraggio orizzontale consiste nell'intrecciare le corde precedentemente tirate utilizzando una terza corda che viene legata in direzione orizzontale al fusto.
I djembe tradizionali sono costruiti a partire da un unico pezzo di legno. Si scelgono solo legni duri (soprattutto dimba, ma anche bois rouge, lenge, acagiù, iroko, hare, dugura e teck.)

## Suono e tecnica
Il djembe si distingue fra i membranofoni per una gamma di toni particolarmente ampia, che ne consente l'uso come strumento solista oltre che ritmico. Sostanzialmente però, i colpi principali sono tre: lo slap, il tone ed il bass. Questa varietà tonale dipende dalla particolare forma a calice, dai tipi di legno usati, dalla lavorazione interna della cassa armonica, e dal tipo di pelle utilizzata.
Il djembe si suona con le mani e per riprodurre i toni fondamentali occorre una certa pratica; sono rilevanti sia la posizione in cui si colpisce la membrana quanto la "consistenza" del colpo. Il tone (colpo medio) si potrebbe descrivere come "concentrato" e si ottiene colpendo mantenendo il polso rigido; Lo slap è un colpo invece "diffuso" e si ottiene dando maggiore elasticità al polso e tenendo le dita leggermente aperte. Il passaggio dal colpo concentrato a quello diffuso corrisponde a un passaggio da toni più bassi a toni più alti; il terzo colpo fondamentale è il bass, ed è il colpo più basso e si produce colpendo il tamburo al centro della pelle. I suonatori principianti tendono a cambiare tono spostando le mani, mentre i professionisti privilegiano in genere le variazioni nel tocco.

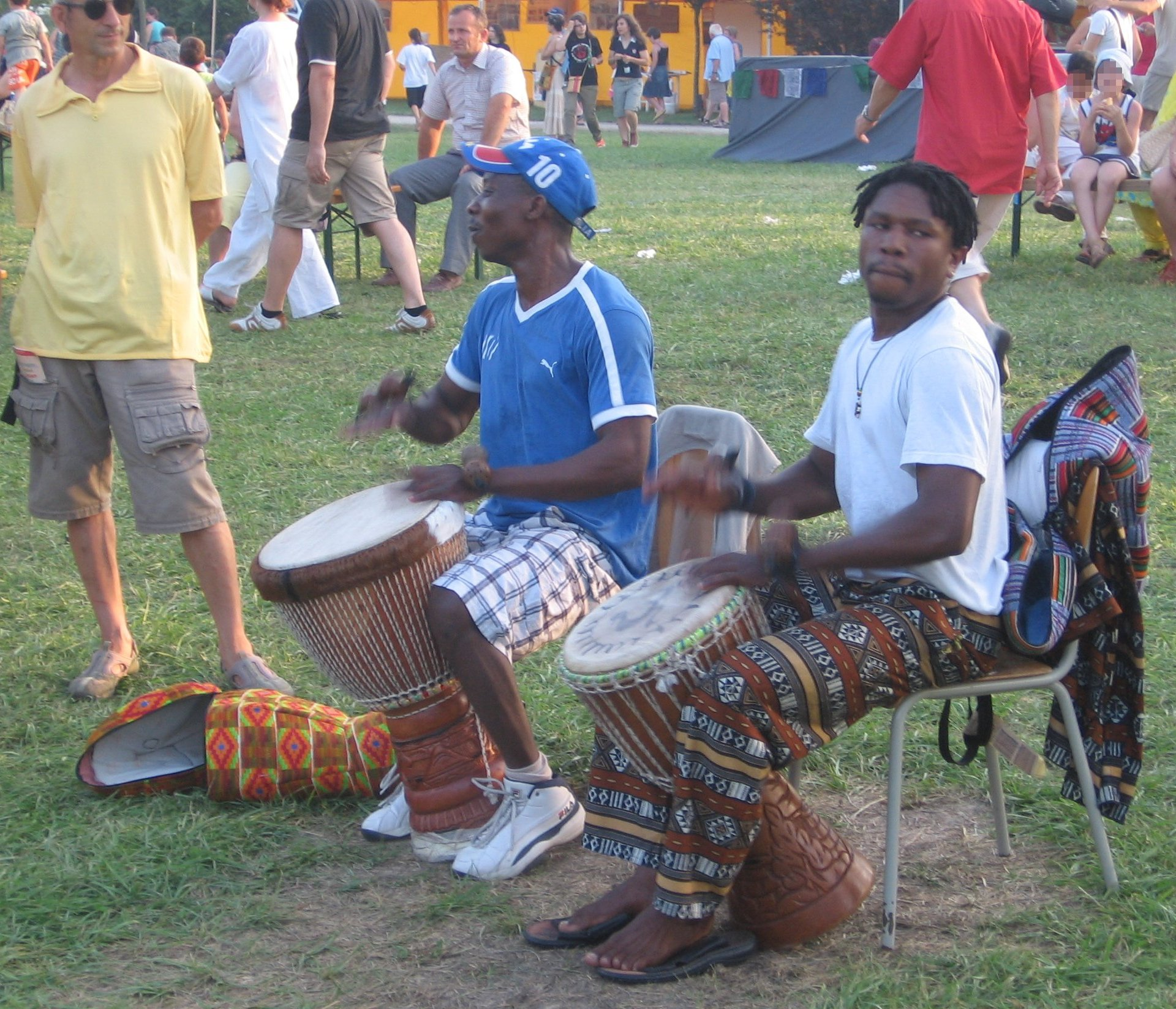
Due suonatori di Djembé

Tradizionalmente, il djembe viene suonato in ensemble con altre percussioni, come i dunun (tamburi bassi) e nella maggior parte dei casi ricopre il ruolo di strumento solista.

## Il djembe nella cultura
Il djembe è uno strumento di comunicazione sociale e come tale ha un ruolo molto importante nell'accompagnare danze cerimoniali e rituali, come nei battesimi, nei matrimoni, nei riti di circoncisione e nei funerali, praticamente le tappe fondamentali della vita, ma anche durante le feste "mondane". Il suonatore di djembe viene chiamato djembefola (fola significa suonatore).

## Storia dello strumento
Le origini dello strumento sono certamente molto antiche; una delle ipotesi più diffuse è che provenga dalla regione di Wosolo (oggi nel Mali), dove sarebbe stato inventato dall'etnia Bamana circa 3000 anni fa.

È comunque sicuro che questo strumento sia nato nelle regioni tra la Guinea ed il Mali.
Si ritiene che il djembe si sia diffuso in Africa Occidentale intorno al primo millennio d.C., probabilmente ad opera dei Numu, una classe di fabbri delle etnie Mandinka e Susu. Nonostante la relazione dello strumento con una particolare classe, tuttavia, in Africa la pratica di suonare il djembe non viene considerata un privilegio ereditario (come avviene per altri strumenti, per esempio quelli tipici dei griot). Pare che anticamente i djembe fossero usati anche per trasmettere messaggi a distanza.
Durante il colonialismo, i francesi diedero un contributo fondamentale allo studio e alla diffusione del djembe nel mondo occidentale. In Europa, il djembe iniziò a essere conosciuto a partire dagli anni quaranta, e divenne sempre più popolare nei decenni successivi. Molti Europei conobbero il djembe attraverso gli spettacoli de Les Ballets Africains di Papa Ladji Camara e Fodeba Keita. Verso la fine del XX secolo il djembe divenne uno degli strumenti "etnici" più popolari in Occidente. Questo crescente interesse internazionale per lo strumento fece sì che iniziassero a circolare esemplari prodotti in serie; i primi furono quelli realizzati dai mobilifici del Ghana e pensati per la vendita ai turisti.

## Strumenti analoghi
- Abdouli Diakite
- Adama Dramé
- Agogô
- Ashiko
- Balafon
- Bongo
- Calabash
- Campanaccio
- Caxixi
- Djolé
- Dunun
- Famoudou Konaté
- Fiddle
- Junjung
- Kassoum Diarra
- Kora
- Mamady Keïta
- Masenqo
- N'jarka
- Sabar
- Seydou Kienou [3]
- Shekere
- Tamburo parlante
- Timple
- Udu
- Xalam